# Римский-Корсаков, Григорий Александрович
Григорий Александрович Римский-Корсаков (16 (27) апреля 1793, Москва — 1852, Архангельское Голицыно, Саранский уезд, Пензенская губерния) — полковник лейб-гвардии Московского полка, участник Отечественной войны 1812 года и заграничных походов российской армии. Награждён за отличие и храбрость. Член Союза благоденствия. За дошедшие до императора сведения об осуждении им расправы над взбунтовавшимся Семёновским полком под благовидным предлогом был отправлен в отставку. В 1823—1826 годах путешествовал по Европе. После расследования следственным комитетом в заочном порядке его причастности к событиям 14 декабря 1825 года был «оставлен без внимания». Входил в близкий круг общения П. А. Вяземского и А. С. Пушкина.

## Биография

Герб
Римских-Корсаковых

### Происхождение
Происходил из дворянского рода Римских-Корсаковых. Родился в Москве, крещен 16 апреля 1793 года в Введенской церкви на Лубянке при восприемстве полковника Михаила Петровича Колычева и девицы Марфы Андреевны Масловой.
Отец — Александр Яковлевич Римский-Корсаков. Служил в лейб-гвардии Конном полку. 5 сентября 1774 года в звании корнета по указанию императрицы Екатерины II был направлен в распоряжение генерал-аншефа П. И. Панина, руководившего подавлением крестьянского восстания. После пленения Пугачёва был в числе четырёх гвардейских офицеров, которым было приказано «денно и нощно по два быть при злодее». В 1788—1789 годах участвовал в Русско-турецкой войне. 14 июля 1789 года переведён секунд-майором в лейб-гвардии Семёновский полк. Был пожалован в камергеры.
Мать — Мария Ивановна, (1764—08.07.1832), дочь предводителя клинского дворянства, камергера Ивана Григорьевича Наумова, от которого она унаследовала в 1795 году усадьбу Демьяново в Клинском уезде Московской губернии.
В семье было восемь детей: сыновья Павел (? — 1812), Григорий, Сергей (1794—1883) и дочери Варвара (1784—1813), Софья (1787—1863), Наталья (1791—1848), Александра (1803—1860), Екатерина (1803—1854).

### На военной службе
По семейной традиции сыновьям предназначалась военная карьера. Все три брата Римские-Корсаковы участвовали в Отечественной войне 1812. Старший брат Павел, служивший с 1803 года в кавалергардском полку, погиб ротмистром 26 августа 1812 года в бою при Бородине. Младший брат Сергей с июля 1812 года воевал в московском народном ополчении, вышел в отставку в 1822 году в чине штабс-капитана.

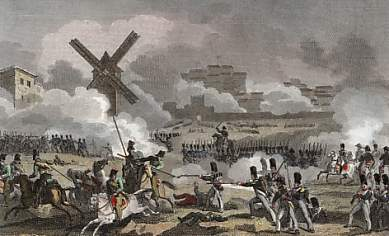
Сражение под Смоленском

Григорий поступил на службу 3 мая 1811 года портупей-прапорщиком в Московский пехотный полк, квартировавший в Волынской губернии. 25 мая.1811 года был произведён в прапорщики. В 1812 году был назначен адъютантом командира 6-го пехотного корпуса, шефа Московского пехотного полка Д. С. Дохтурова. За отличие в обороне Смоленска 5 августа был произведён в звание подпоручика. Был отмечен орденами за отличия в Бородинском сражении (26 августа 1812 года) и в битве под Малоярославцем (12 октября 1812 года). В начале 1813 года по рекомендации Д. С. Дохтурова в январе 1813 года был переведён в лейб-гвардии Литовский полк. Поздравляя сына с переводом А. Я. Римский-Корсаков, обрадованный его успехами, писал: «…будь всегда честен, твёрд, справедлив и храбр». Во время заграничного похода русской армии участвовал во многих сражениях. За боевые действия под Лейпцигом награжден золотой шпагой за храбрость.

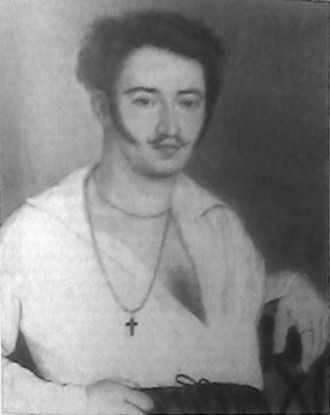
Петр Александрович Нащокин

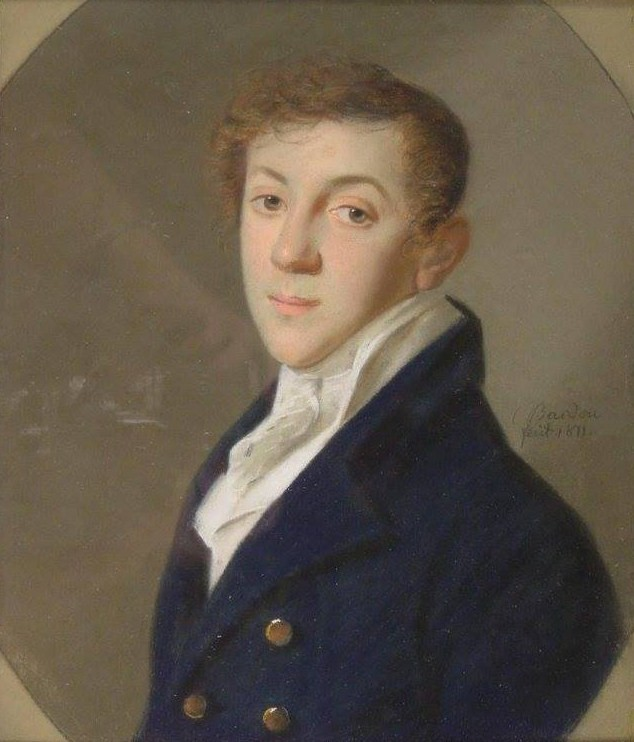
Сергей Юрьевич Нелединский-Мелецкий

Единственное, что вызывало огорчение родителей — это его дружба и участие в «нестерпимых кутежах и проказах» с другими адъютантами Дохтурова, корнетом П. А. Нащокиным и подпоручиком С. Ю. Нелединским-Мелецким, за причастность к одной из дуэлей которого Г. А. Римский-Корсаков в начале 1814 года был отправлен из штаба в полк. В письме домой он пытался оправдать своё поведение, объясняя участие в происшествии его обязательствами перед другом, но в ответ получил строгую отповедь отца, недовольного «закоснелыми в мерзостях» друзьями сына и считавшего, что к повесам нельзя отнести понятие «дело чести» (фр. une affaire d'honneur). 29 января 1814 года «повеса» участвовал в боях у Бриенна.
19 марта 1814 года вместе с полком вступил в Париж. 28 июля 1814 года в числе «наиболее твёрдых по службе и наиболее отличившихся в предшествовавших походах офицеров» в составе 3-го батальона лейб-гвардии Литовского полка был командирован из Дессау в Варшаву для охраны великого князя Константина Павловича. 28 января 1816 года был произведён в поручики. Но, видимо, мирная гарнизонная жизнь наскучила ему — по мнению великого князя Г. А. Римский-Корсаков «весьма неревностно и, можно сказать, совершенно лениво продолжает службу». К «нерадению» в исполнении повседневных обязанностей добавились ссора с батальонным командиром и полученное на очередной дуэли ранение, последствия которого пришлось долечивать на кавказских водах. Озабоченная карьерой сына М. И. Римская-Корсакова пыталась по своему, в отличие от отца, нравоучать его: «…надо к службе рвение, если и не в душе его иметь, но показывать; дойдет до ушей всевышнего (то есть государя) — вот и довольно, на голове понесут».

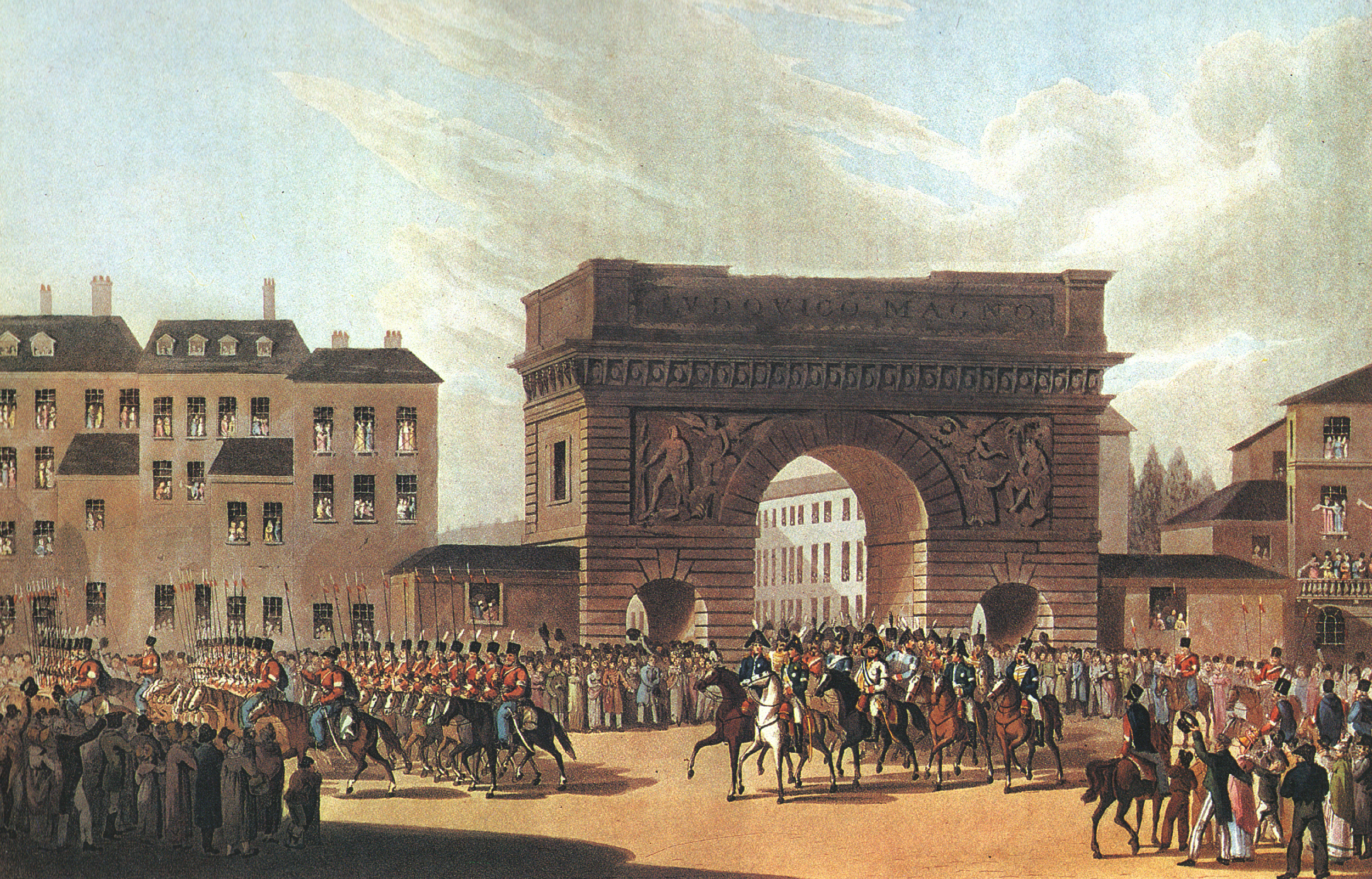
Вступление российских войск в Париж

12 октября 1817 года поручик Г. А. Римский-Корсаков был переведён в лейб-гвардии Московский полк, квартировавший в Петербурге. В ноябре того же года был назначен адъютантом московского военного генерал-губернатора графа А. П. Тормасова. 26 января 1818 года был произведён в звание штабс-капитана, в августе 1819 года — в капитаны. После назначения новым московским генерал-губернатором Д. В. Голицына Г. А. Римский-Корсаков был возвращён в его полк в Петербург. С 30 марта 1820 года — полковник. В составе полка под командованием генерал-майора П. А. Фредерикса в присутствии царского двора принимал участие в летних маневрах гвардии 1820 года в окрестностях Красного Села. Но, видимо, не всё гладко было в его служебных делах. На отправленное в апреле личное письмо Александру I из канцелярии императора М. И. Римская-Корсакова, беспокоившаяся о сыне, получила ответ, что поводов для беспокойства не будет, если тот «со своей стороны будет исполнять свой долг».

### Семёновская история: конец карьеры
16—18 октября 1820 года в Петербурге произошли беспорядки среди солдат Семёновского полка, известия о которых были болезненно восприняты Александром I, находившимся на конгрессе глав государств Священного союза в Троппау, собранным в связи с революционными событиями в Неаполитанском королевстве. В конце октября к императору, уверенному, что волнения в полку были следствием подстрекательской болтовни офицеров, с подробным докладом о случившемся был отправлен бывший семёновец, участвовавший в составе этого полка во взятии Парижа в 1813 году, адъютант командира гвардейского корпуса И. В. Васильчикова ротмистр П. Я. Чаадаев. Разочарование Александра I в ранее преданных ему гвардейцах и убеждённость в том, что они подпали под «внушение» тайных обществ решили участь полка.
Письмо императора Александра Павловича к графу Аракчееву // Русская старина 1870. — Т. I. – С. 480—481.

Троппау. 5 ноября 1820 года

…Происшествие, можно сказать, неслыханное в нашей армии. Ещё печальнее, что оно случилось в Гвардии, а для меня лично ещё грустнее, что именно в Семёновском полку… Внушение, кажется, было не военное, ибо военный умел бы их заставить взяться за ружьё, чего никто из них не сделал, даже тесака не взял. Офицеры же все старались пресечь неповиновение, но безуспешно. По всему вышеописанному я заключаю, что тут было внушение чуждое, но не военное. Вопрос возникает: какое же? – Сие трудно решить. Признаюсь, что я его приписываю тайным обществам, которые по доказательствам, которые мы имеем, все в сообщении между собою, и коим весьма неприятно наше соединение и работа в Троппау. Цель возмущения, кажется, была испугать.
У арестованных офицеров пытались получить признание в существовании тайного общества, но установить участие их в подстрекательстве солдат следствию не удалось. В казармах Преображенского полка была найдена анонимная прокламация, с обращением к прославленному российскому полку, где призывалось поддержать взбунтовавшихся и отправленных в крепости семёновцев:

«Для счастья целого отечества возвратите Семёновский полк, он разослан — вам неизвестно куда. Они бедные безвинно избиты, изнурены. Подумайте, если бы вы были на их месте и вышедши из терпения, брося оружие, у кого бы стали искать помощи, как не у войска. Спасите от разбойников своего брата и отечество… Вы защищаете отечество от неприятеля, а когда неприятели нашлись во внутренности отечества, скрывающиеся в лице царя и дворян, то безотменно сих явных врагов вы должны взять под крепкую стражу и тем доказать любовь свою друг другу».

В соответствии с высочайшим приказом от 2 ноября 1820 года зачинщики и активные участники были сурово наказаны военным судом, а остальные нижние чины были распределены по армейским полкам. 19 ноября 1820 года С. И. Муравьёв-Апостол писал бывшему сослуживцу по расформированному лейб-гвардии Семёновскому полку князю И. Д. Щербатову о переводе всех офицеров полка в губернии, в том числе и о своём переводе в Малороссию в Полтавский пехотный полк.
Тяжесть расправы над ранее прославленным полком вызвала возмущение в столичных гвардейских кругах, что, в свою очередь, ещё более обеспокоило Александра I. По его поручению сопровождавший императора в Троппау начальник Главного штаба П. М. ВолконскиЙ запросил у И. В. Васильчикова сведения о «болтовне» офицеров по поводу суровости кары. 17 декабря 1820 года командир Гвардейского корпуса в ответном письме не только назвал имена офицеров-гвардейцев, «которые имеют репутацию болтунов: полковник Шереметев, капитан кавалергардского полка Пестель и полковник Московского полка Корсаков, последний в особенности человек беспокойный», но и предложил наказать их по благовидной причине, «иначе переводом их без вины в армию придадим им вид новых жертв самовластья». 6 января 1821 года П. М. Волконский сообщил И. В. Васильчикову высочайшее указание не церемониться по поводу названных им офицеров: «…его величество думает, что вы должны были бы призвать их к себе, чтобы сделать им внушение; но если имеете верные доказательства, то, без всякого колебания, можно их перевести в армию, тем более, что у нас есть письмо Корсакова, написанное в весьма дурном смысле».
В отношении офицеров Кавалергардского полка полковника С. В. Шереметева и ротмистра В. И. Пестеля командир корпуса ограничился лишь «внушением»: оба остались на службе в гвардии, а 14 декабря 1825 года проявили себя, участвуя на стороне правительственных войск в разгоне мятежников.
Г. А. Римский-Корсаков на «внушение» с предложением оставить гвардейский корпус ответил рапортом об увольнении вообще с военной службы по домашним обстоятельствам. Просьба И. В. Васильчикова отпустить его «с мундиром» была отклонена Александром I: «Мундира Корсакову не давать, ибо замечено, что оный его беспокоит». С 24 февраля 1821 года числился в отставке.
В том же феврале и тоже без престижного права носить мундир был уволен в отставку П. Я. Чаадаев. Среди предполагаемых историками её причин была и такая: несмотря на ожидаемое повышение по службе, он не захотел, чтобы его карьерный рост в глазах общества был связан с решением Александра I так жестоко покарать бывших сослуживцев. По возвращении из Троппау в декабре 1820 года он подал прошение об отставке. 21 февраля 1821 года П. М. Волконский сообщил И. В. Васильчикову о согласии на отставку, но без предоставления Чаадаеву следующего чина из-за обнаружившихся сведений, «весьма невыгодных для него».

### После отставки

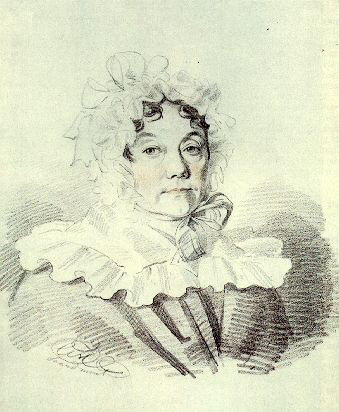
Мария Ивановна Римская-Корсакова

До 1823 года жил в Москве. Вёл светский образ жизни, был избран членом Английского клуба. П. А. Вяземский писал, что «задорный, ярый спорщик» Г. А. Римский-Корсаков был заметен в любом собрании. Театрал.
Дом Римских-Корсаковых, чудом уцелевший во время пожара 1812 года, славился своим гостеприимством и был одним из притягательных центров московского общества первой половины XIX века. Построивший его в 1803 году на площади Тверских ворот Александр Яковлевич Римский-Корсаков почти безвыездно жил и умер в своём деревенском имении вскоре после окончания войны с французами (в 1814 или 1815 году).
Хозяйка дома Мария Ивановна, одна из директрис московского Благородного собрания, часто, не взирая на затраты, устраивала балы и вечера с выступлениями знаменитостей.

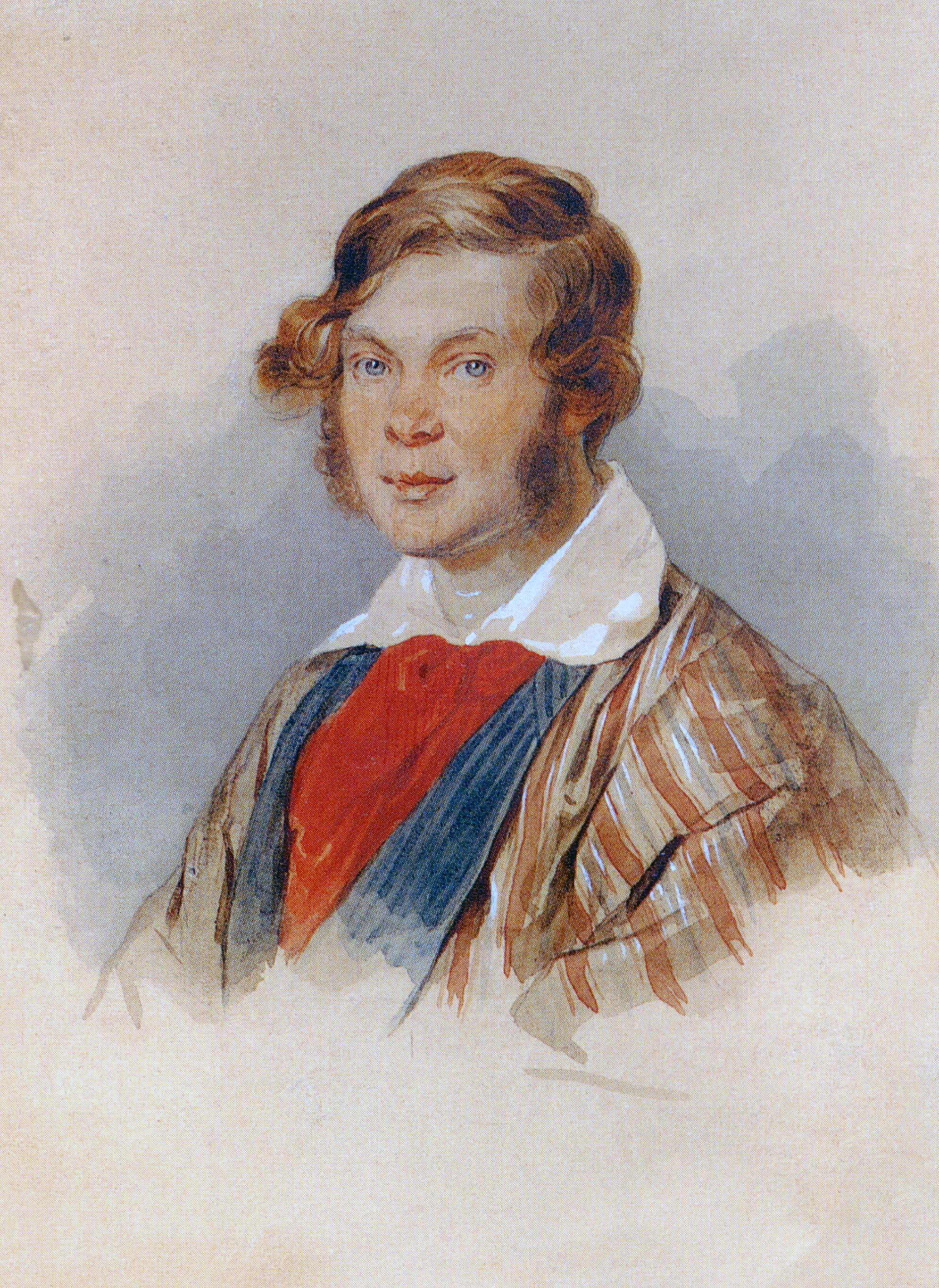
П. А. Вяземский (1830-е)

В доме матери Г. А. Римский-Корсаков познакомился с П. А. Вяземским и А. С. Грибоедовым. Позднее, Вяземский писал, что среди хороших знакомых Г. А. Римского-Корсакова был и секретарь британской миссии в Тавризе Джон Кемпбелл, который по сведениям М. Я. фон Фока, главы тайной полиции России, предупреждал Грибоедова, возвращавшегося в 1828 году в Персию, что ему там не простят участия в подписании Туркманчайского мира.
Известный дипломат и сенатор К. Я. Булгаков писал, что во время своих наездов в Петербург Г. А. Римский-Корсаков общался с видными государственными и общественными деятелями того времени — членом Государственного совета Н. М. Логиновым, учёным и писателем А. С. Норовым — братом декабриста В. С. Норова, президентом Академии художеств, директором Императорской Публичной библиотеки А. Н. Олениным и другими.

### За границей
В июле 1823 года отправился в поездку по Европе. Уверенный в нравственных качествах Г. А. Римского-Корсакова, находившийся под негласным полицейским надзором П. А. Вяземский доверил ему рукопись своей статьи о запрещённой в России книге Раймонда Фора «Воспоминания о Севере, или Война, Россия и русские, или Рабство» (фр. Faure R. Souvenirs du Nord, ou la Guerre, la Russie et les Russes, ou l’Esclavage) для передачи редактору французского журнала «Revue encyclopédique», бывшему приверженцу Робеспьера Марку-Антуану Жюльену. В письме Жюльену 20 июля 1823 года Вяземский сообщал ему, что воспользовался для передачи статьи «отъездом одного из моих друзей в Париж». Редактор журнала, имевшего в России репутацию левого, не решился опубликовать работу, содержавшую резкие выпады против русского правительства, несмотря на разрешение автора смягчить статью с целью придать ей «вид, достойной публикации», и неоднократные напоминания Римского-Корсакова, который в конце 1824 года с сожалением писал Вяземскому, что «мы в Москве слишком хорошо думали об его особе, читая его Revue encyclopédique». Вяземский, опасавшийся, что его письма и рукопись могут попасть в руки царского правительства, 13 декабря 1825 года в письме Париж своему шурину князю В. Ф. Гагарину отправил зашифрованную просьбу: «Что поделывает суп Жюльен Корсаковых? Я хотел бы знать, что бумаги и письма по этому поводу находятся в твоих руках и преданы огню, потому что иначе боюсь разбудить спящую кошку».
В первых письмах из зарубежья домой Г. А. Римский-Корсаков писал, что он «…душой и сердцем всегда в дорогом отечестве… и готов всеми манерами его защищать от безрассудных понятий, кои часто об нём здесь имеют».
Путешествовал по европейским странам — Австрии, Италии, Франции, Швейцарии.
Дипломат, историк и мемуарист Д. Н. Свербеев вспоминал о собиравшемся у него в 1824—1825 годах в Швейцарии кружке русских, среди которых были П. Я. Чаадаев и «властолюбивый в обращении и мнениях своих» Г. А. Римский-Корсаков, и их жарких спорах о прошлом и будущем России. Н. И. Тургенев в письме П. Я. Чаадаеву 14 февраля 1825 года упоминал о встрече с Г. А. Римским-Корсаковым во Флоренции. В Россию вернулся осенью 1826 года, вероятно, вскоре после окончания в Москве торжеств по случаю коронации Николая I, на время которых в доме М. И. Римской-Корсаковой останавливалась миссия австрийского посланника.

### Знакомство с А. С. Пушкиным

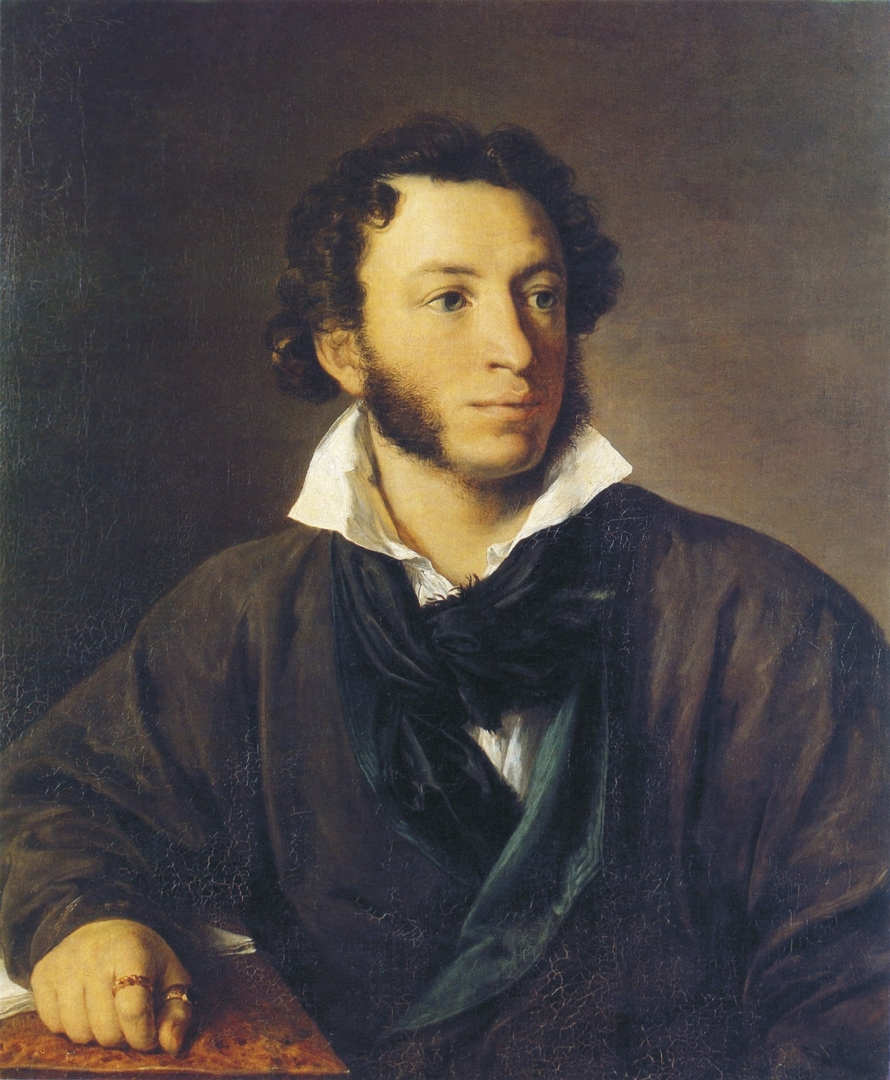
А. С. Пушкин.
(1827)

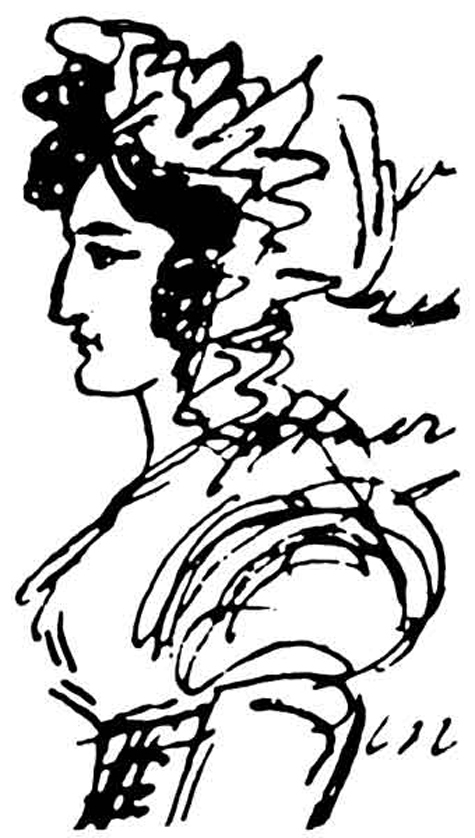
Александра — сестра
Г. А. Римского-Корсакова.
Рисунок А. С. Пушкина (1831)

Осенью того же года П. А. Вяземский познакомил его с приехавшим в Москву из михайловской ссылки А. С. Пушкиным. В 1826—1827 годах современники встречали Г. А. Римского-Корсакова с поэтом на прогулках по Тверскому бульвару. «Триумвират» друзей — Пушкина, Вяземского и Римского-Корсакова — часто видели вместе, они стали желанными гостями устроителей московских литературных и светских собраний.
Не стала исключением и владелица дома у Тверских ворот — 26 октября 1826 года в доме Марии Ивановны состоялся вечер в честь Пушкина. О последовавших «постояннейших его посещениях» Римских-Корсаковых и его увлечении младшей сестрой Григория Александровича — красавицей Александрой — писал П. А. Вяземский, считавший, что именно её образом навеяны стихи в «Егении Онегине» (глава VII, строфа LII), начинающиеся строками: «У ночи много звёзд прелестных/Красавиц много на Москве…».
Пушкинский портрет Александры появился в 1831 году на листе рукописи с набросками незавершённого «Романа на Кавказских водах», в сюжете которого он намеревался использовать мотивы событий, связанных с поездкой Г. А. Римского-Корсакова с матерью и сёстрами Александрой и Екатериной на Кавказ в 1827—1828 годах. Вернувшийся в Москву после кавказских приключений Г. А. Римский-Корсаков внешним видом напомнил А. Я. Булгакову итальянца Фра-Дьяволо — атамана разбойников и героя одноимённой французской оперы. По одному из вариантов сюжетной линии романа брат героини (Алины) с условным именем «Пелам» — участник дуэли с её похитителем. Взрывной характер Г. А. Римского-Корсакова и его пристрастие к выяснению отношений на дуэлях были общеизвестны. Об этом писали в своих воспоминаниях П. А. Вяземский и Н. А. Тучкова-Огарёва. Пушкин, избранный в марте 1829 года в московский Английский клуб, среди членов которого преобладали представители известных российских династий, говорил, что там де-факто, не взирая на старшин, господствовал Г. А. Римский-Корсаков.
В 1831 году Пушкин, рассматривая события новейшей истории в ракурсе давнего европейского стремления ослабить Россию (в данном случае, под видом защиты польских интересов), откликнулся на восстание Польше стихотворениями «Клеветникам России» и «Бородинская годовщина». В общественной среде стихи были восприняты неоднозначно. П. Я Чаадаев писал Пушкину: «наконец, вы национальный поэт; вы угадали, наконец, своё призвание». В. Г. Белинский позднее относил их числу лучших в творчестве поэта. Другую точку зрения высказывали представители проевропейских и либерально настроенных дворянских кругов, в том числе, из близкого окружения Пушкина. П. А. Вяземский, увидевший в стихах реакционное осуждение польского национально-освободительного движения, призывал: «Станем снова европейцами, чтобы искупить стихи, совсем не европейского рода». Отрицательно отнёсся к этим стихотворениям Пушкина и Г. А. Римский-Корсаков, который даже писал Вяземскому о нежелании больше приобретать «произведения русского Парнасса».

### В Пензенской губернии
После кончины в 1832 году М. И. Римской-Корсаковой поселился в своём унаследованном от матери имении — Архангельское Голицыно в Саранском уезде Пензенской губернии, полученным ею в качестве приданого при замужестве.
В 1829 году, во время поездки по семейным делам в Пензенскую губернюю, воспользовался возможностью навестить П. А. Вяземского, жившего тогда в селе Мещерском в Сердобском уезде. Посвятил себя управлению хозяйством, занимался сахароварением. Неоднократно оказывался свидетелем сильнейших пожаров, опустошавших в Саранском уезде целые селения и приносивших убытки не только крестьянам, но и помещикам. Осенью 1844 года только в Архангельском Голицине сгорели 11 домов. Поняв, что причиной быстрого распространения огня становились легко воспламеняемые соломенные крыши крестьянских изб, Г. А. Римский-Корсаков предложил дешёвый и доступный способ повышения их пожаростойкости. На стропила и перекрытия укладывались вымоченные в растворе глины жесткие стебли, по ним слой соломы, пропитанной тем же раствором. Поверх собранной таким образом крыши накладывался ещё слой глины, но более густой. Такие крыши не возгорались и быстро появились во многих губерниях.
Поддерживал дружеские отношения с живущими неподалёку А. А. Тучковым, бывшим членом московской управы Северного общества, который был арестован по делу декабристов, после 4-месячного заключения был освобождён и жил в Пензенской губернии, и Н. П. Огарёвым, сосланным туда же в 1835 году. Много читал, хорошо знал французскую литературу, увлекался сочинениями Вольтера и энциклопедистов. Собрал значительную библиотеку — около 4000 томов. Дочь А. А. Тучкова — Н. А. Тучкова-Огарёва писала, что из русских писателей Римский-Корсаков читал только Пушкина и Гоголя. Исследователи отмечали, что значительную часть книг в усадебных библиотеках Г. А. Римского-Корсакова, А. А. Тучкова, Н. П. Огарева составляли нелегальные запрещённые издания. Л. А. Черейский в биографической справке о Г. А. Римском-Корсакове со ссылкой на публикацию в сборнике материалов и документов по истории литературы, искусству и общественной мысли XIX века «Звенья» (1936, том VI) писал, что после его смерти обнаружились 32 тетради с записками, в донесении о которых было указано их «вредное нравственное направление».
Был холост. Обсуждавшиеся в московском обществе известия о предстоящей его женитьбе в 1836 году оказались «пустыми слухами». Умер в селе Архангельском Голицыно и был похоронен у местной Троицкой церкви. Могила не сохранилась.

## «Декабрист без декабря»

### Участие в Союзе благоденствия
По мнению историков-литературоведов Н. В. Измайлова и В. Ю. Проскуриной, характеризовавших личность Г. А. Римского-Корсакова — прототипа и действующего лица произведений А. С. Пушкина и М. О. Гершензона, «под внешностью кутилы и лихого гвардейского офицера он скрывал европейскую образованность и либеральные взгляды».
Историк лейб-гвардии Литовского полка А. Н. Маркграфский, цитируя Н. И. Тургенева, писал, что после войны 1812 года и возвращения из заграничных походов среди молодых офицеров начали распространяться не только прогрессивные идеи, но и «свобода и смелость, с которыми они высказывали свои мнения», а также пристрастие «к устройству тайных обществ». Писатель, автор книг о движении декабристов Я. А. Гордин объяснял мотивацию такого стремления свойственной их поколению «психологической несовместимостью порядочного человека с деспотизмом». Г. А. Римский-Корсаков не остался в стороне от этих настроений и вступил в созданный в 1818 году Союз благоденствия, который провозглашал патриотическую цель — «распространением между соотечественниками истинных правил нравственности и просвещения споспешествовать правительству к возведению России на степень величия и благоденствия, к коей она самим творцом предназначена». Среди членов тайного общества были многие его сослуживцы и знакомые: М. А. Габбе, И. П. Липранди, Н. И. Лорер, М. М. Нарышкин, С. Ю. Нелединский-Мелецкий, В. И. Пестель, Н. И. Тургенев, П. Я. Чаадаев. В лейб-гвардии Московском полку действовала одна из трёх петербургских управ Союза, всего насчитывавшего к 1821 году в обеих столицах и Тульчине около 200 членов.
Выход его в отставку совпал по времени с решением начала 1821 года о самороспуске Союза благоденствия. В мае 1821 года И. В. Васильчиков направил Александру I докладную записку, составленную М. К. Грибовским, бывшим членом Коренной управы Союза благоденствия, который после возмущения Семёновского полка по предложению командира гвардейского корпуса фактически возглавил в нём тайную военную полицию. В доносе среди «примечательнейших по ревности» участников Союза был назван и Римский-Корсаков. Там же доносчик предупреждал, что роспуск Союза был формальным и объявлен только для последующего создания более законспирированной организации. 6 августа 1822 года указом императора любые тайные общества в России были запрещены. Но и устранившись от дальнейшего участия в них, Г. А. Римский-Корсаков не изменил своих взглядов. В письме из заграничной поездки писал: «Первым качеством полагаю в людях любовь к отечеству, а прочие все в ней находятся; кто её не имеет, тот недостоин носить имя человека».

### Отношение к событиям 14 декабря 1825 года
В период, предшествовавший событиям 14 декабря 1825 года, и сразу после них Г. А. Римского-Корсакова не было в России. Г. И. Чулков писал, что «при его темпераменте и вольномыслии едва ли он остался бы равнодушным к декабрьскому мятежу, случись ему тогда быть в Петербурге». Сестра Софья была уверена, что если бы не отъезд за границу, он мог знать о планах заговорщиков «и это было бы уже виною».
Тем не менее 16 января 1826 года фамилия его попала в поле зрения следственного комитета в связи с показаниями, данными полковником И. Г. Бурцевым, с 1819 года тоже служившим в лейб-гвардии Московском полку. Имя Бурцева тоже фигурировало среди ревностных участников Союза благоденствия в записке М. К. Грибовского, но сопровождалось примечательной характеристикой, что он «под добрым надзором мог бы ещё исправиться».
17 января 1826 года на заседании Комитета был рассмотрен список из перечисленных И. Г. Бурцевым 22 участников тайных обществ. В этом перечне была и фамилия Римского-Корсакова. Учитывая, что сам Бурцев в 1821 году вышел из общества, следователи решили проверить возможное активное участие Римского-Корсакова в дальнейших событиях показаниями некоторых из арестованных «членов общества, состоявших в нём до последнего времени» — К. Ф. Рылеева, Е. П. Оболенского, С. Г. Краснокутского, П. Г. Каховского, П. И. Пестеля, С. П. Трубецкого, Н. М. Муравьёва, А. П. Юшневского, И. И. Пущина и А. О. Корниловича. Ответы были получены уже 19 января. Так как Бурцев назвал только фамилию подозреваемого без указания имени, то в итоге следователи узнали о двух однофамильцах. Е. П. Оболенский подтвердил, что Г. А. Римский-Корсаков — «лейб-гвардии Московского полка бывший полковник был в Союзе благоденствия, но по выезде в чужие края отстал». С. П. Трубецкой, Н. М. Муравьёв, а позднее и А. Ф. Бригген, назвали участником Союза благоденствия другого Римского-Корсакова — бывшего офицера Семёновского полка В. А. Римского-Корсакова, также позднее «отставшего» от тайного общества. 30 января 1826 года справка о проведённом расследовании была представлена «на благоусмотрение его императорскому величеству».
М. В. Нечкина в работе о связях А. С. Грибоедова с декабристами ссылалась на следственное дело «одного из знакомцев Грибоедова» — Г. А. Римского-Корсакова, приятеля А. С. Пушкина и «декабриста без декабря» П. А. Вяземского.
В «Алфавите» секретаря следственного комитета А. Д. Боровкова было зафиксировано принятое по делу решение: «Высочайше повелено оставить без внимания».
Историк П. В. Ильин относил «известного в истории русского общественного движения» Г. А. Римского-Корсакова к числу 73 декабристов, подвергнутых заочному следствию и освобождённых императором от наказания.
Н. И. Лорер, сослуживец Г. А. Римского-Корсакова по лейб-гвардии Литовскому полку, в своих воспоминаниях пересказал эпизод, случившийся в 1826 году сразу после осуждения и отправки декабристов в Сибирь. На концерте в Большом театре после исполнения романса А. А. Алябьева «Прощание с соловьем», который по рассказам очевидцев слушатели в зале восприняли адресованным сосланным страдальцам, «из кресел вышли также два человека, со слезами на глазах, на свободе они горячо обнялись и скрылись. Это были два брата [Римские-Корсаковы] из наших, но счастливо избегнувшие общей участи».
Декабристовед Г. А. Невелев считал, что Г. А. Римский-Корсаков был автором анонимной заметки, написанной неким «русским, нашедшим убежище в Германии», и опубликованной в апреле 1826 года во французском журнале La France Chrétienne (№ 15, с. 134—144), в которой он давал оценку причин возникновения в России тайного общества и с гордостью признавался в приверженности его идеям «просвещения, счастья, процветания, независимости нашей страны» и разделял с участниками восстания 14 декабря 1825 года «потребность избегнуть самого подлого рабства» и «высокую и благородную мысль желать правления свободного» .
После смерти Г. А. Римского-Корсакова жандармами были обнаружены факты его неблагонадёжности. К ним были отнесены не только найденные рукописи и наличие большого числа запрещённых книг, но и текст некоего «воззвания к народу», которое вместе с копией реестра «вредных и безнравственных книг» из библиотеки отставного полковника было приложено к рапорту от 26 апреля 1852 года, направленному в III Отделения на имя его главноуправляющего А. Ф. Орлова. Проводивший обыск в имении штаб-офицер жандармского корпуса Пензенской губернии в своём рапорте дополнительно указал, что в день смерти Г. А. Римского-Корсакова его сосед Тучков увёз с собой портфель с бумагами покойного и тем самым «лишил возможности открыть, может быть, более положительные сведения» об их тайных отношениях, основанных на «вольнодумстве и отступлении от правил религии».

## Награды
- Орден Святой Анны 3-й степени[87][~ 32] (29.01.1813)
- Орден Святого Владимира 4-й степени с бантом (16.03.1813)
- Золотая шпага с надписью «За храбрость» (25.06.1815)[88].

## В памяти современников
П. А. Вяземский, близко знавший Григория Александровича, считал его «замечательным человеком по многим нравственным качествам и по благородству характера».
Знавшие [Г. А. Римского-Корсакова] коротко и пользовавшиеся дружбою его... искренно оплакали преждевременную кончину его. Он тоже в своем роде был русский и особенно московский тип, отличающийся оттенками, которые вынес он из довольно долгого пребывания своего в Париже и в Италии.  Многие годы, особенно между предшествовавшими тридцатому году и вскоре за ним следовавшими, был он на виду московского общества. Все знали его, везде его встречали. Тогда ещё не существовало общественного звания: светского льва. Но, по нынешним понятиям и по новейшей табели о рангах, можно сказать, что он был одним из первозванных московских львов. Видный собою мужчина, рослый, плечистый, с частым подергиванием плеча, он, уже и по этим наружным и физическим отметкам, был на примете везде, куда ни являлся.
Д. В. Давыдов писал о Г. А. Римском-Корсакове, что «он человек прекрасный и любящий жизнь свободную».
Мемуаристка Т. П. Пасек писала в воспоминаниях: «Это был высокий, красивый брюнет, умный, горячий, до крайности резкий. Москва 1830-х годов его помнит. Соседи его положительно боялись».
Д. Н. Свербеев восхищался «исполином между нами по росту и красавцем по русскому благообразию… налагавшим на всех нас свою державную десницу Голиафом Корсаковым».
Н. А. Тучкова-Огарёва, с детских лет знакомая с Г. А. Римским-Корсаковым — близким другом её отца, считала, что «по оригинальному складу ума, познаниям, необыкновенной энергии и редкой независимости характера он был одним из самых выдающихся людей. Современники удивлялись ему. Если бы он родился на западе, то ему выпала бы на долю одна из самых выдающихся ролей в общественной жизни, а у нас в то время не было места таким личностям… Странно было явление такого независимого человека именно в России в ту эпоху».
Собиравший материалы для романа «Декабристы» Л. Н. Толстой в одной из своих записных книжек, содержавшей среди прочих записи о пленённом под Малоярославцем французе Форе и декабристе Н. М. Муравьёве, оставил пометку: «Какой Корсаков?». Редакторы полного собрания сочинений, исследуя круг чтения Толстого в тот период, предположили, что упоминание связано с именем Григория Александровича Римского-Корсакова, которого имел в виду поэт К. Н. Батюшков, тоже участвовавший в сражении под Лейпцигом и вступлении в Париж, когда в мае 1818 года писал Е. Ф. Муравьёвой, матери Н. М. Муравьёва, о «Корсакове, с которым знакомство столь приятно и разлука столь тягостна».
…И вот ещё, близ церкви белой,

На снежном холме, при луне,

Я вижу - крест осиротелый

Стоит в печальной тишине

Над безыменною могилой...

И мужа, дышащего силой,

Опять на память мне пришло

И величавое чело,

И ум, наукою развитый,

И дух насмешки ядовитой

Над всем, что подло и смешно.

Он был когда-то мне одно…

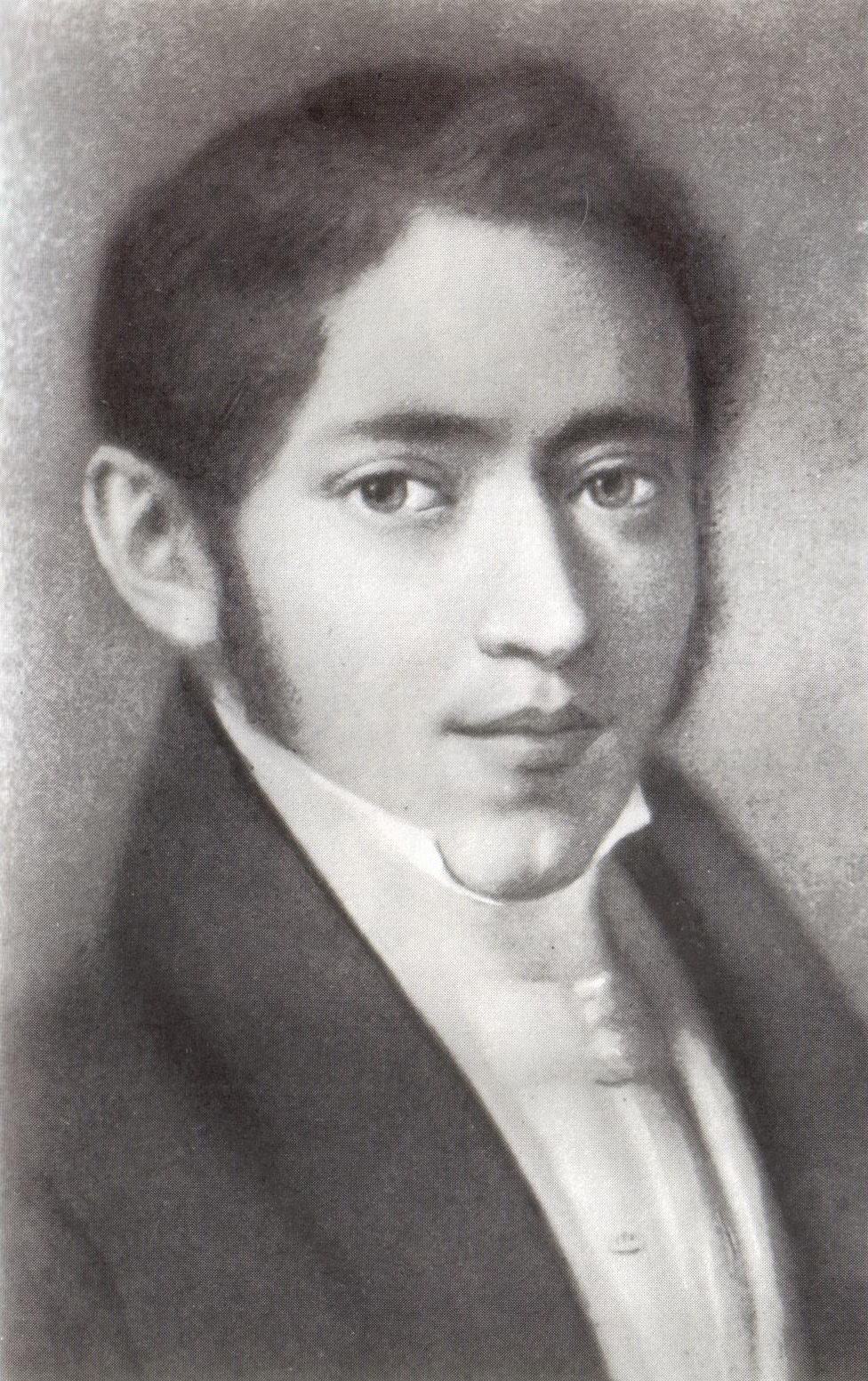
Н. П. Огарёв (1830)

Поэт Н. П. Огарев, восхищавшийся декабристами и называвший себя «идущим по их дороге», в ссылке с 1835 года тоже жил в Пензенской губернии. 14 декабря 1855 года И. С. Тургенев по поводу тридцатилетия восстания декабристов пригласил к себе литераторов, среди которых были Л. Н. Толстой и Огарёв, который прочитал собравшимся свою новую поэму «Зимний путь». В четвёртой главе опубликованной в 1856 году поэмы, описывая поездку из имения своего отца Старое Акшино к бывшему декабристу А. А. Тучкову в Яхонтово, автор посвятил несколько строк памяти жившего и умершего в глуши неподалёку Г. А. Римского-Корсакова.

## Архивные материалы
Материалы по делу Г. А. Римского-Корсакова хранятся Государственном архиве Российской федерации (ГА РФ) в фонде 48 — дела 28 и 29 следственной комиссии (комитета) и Верховного уголовного суда по делу декабристов 1825—1826 гг..
Дневники, переписка Г. А. Римского-Корсакова и связанные с ним материалы Московского английского клуба сохранились в Российском государственном архиве литературы и искусства (РГАЛИ).
Материалы архива Римских-Корсаковых хранятся в Отделе рукописей Российской государственной библиотеки в личном фонде историка русской культуры М. О. Гершензона (фонд 74 6). Семейные письма Г. А. Римского-Корсакова 1810—1820 годов, находившиеся у Н. А. Тучковой-Огарёвой и подаренные ею учёному в начале 1900-х годов, положены им в основу книги «Грибоедовская Москва», изданной М. и С. Сабашниковыми в 1914 году.

## Источники

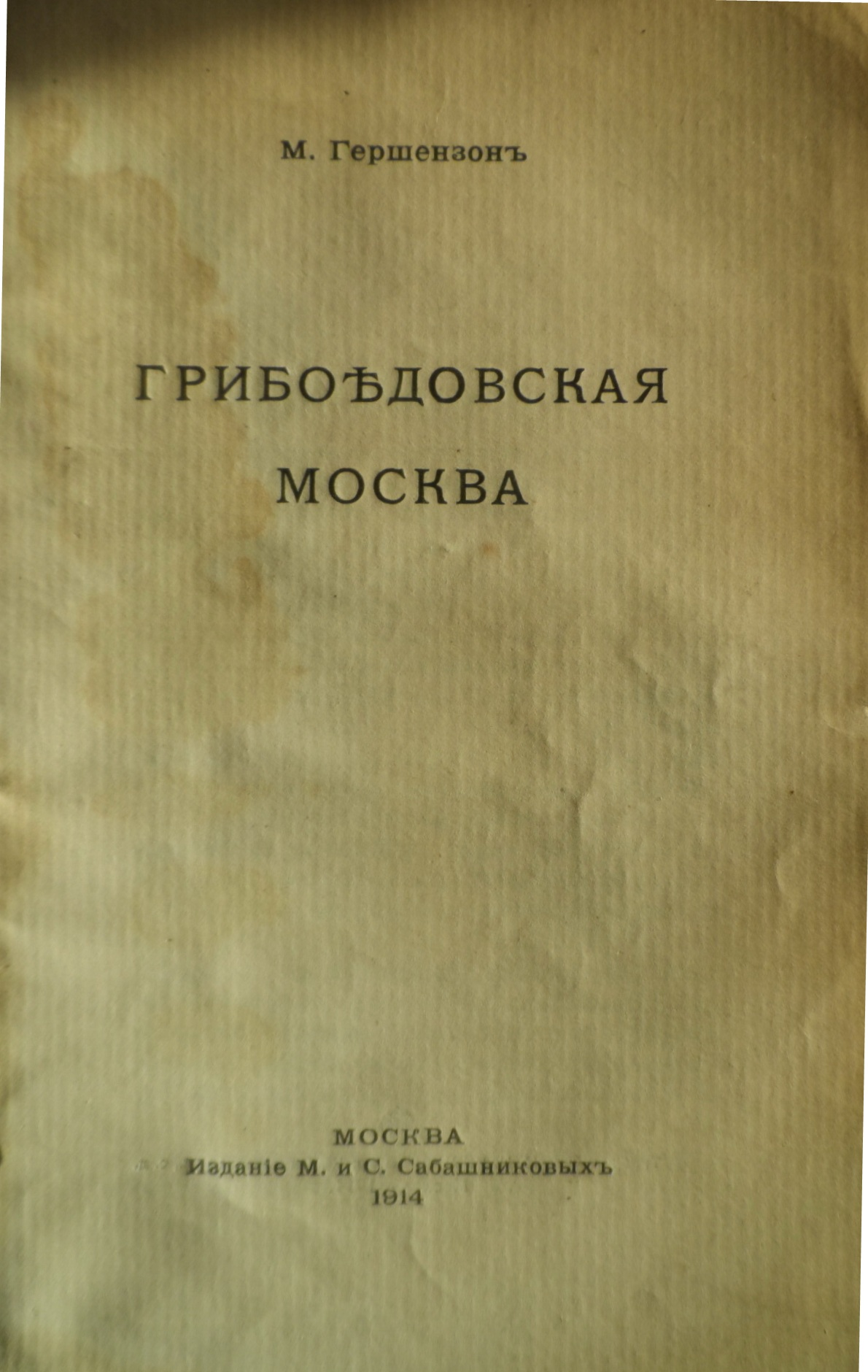
М. О. Гершензон.
Грибоедовская Москва.
Титул (1914)

## Комментарии
1. ↑  В этом же полку служили его отец полковник Яков Римский-Корсаков (с момента основания полка в 1730 году до отставки в 1753 году) и брат Дмитрий (до 1784 года).
2. ↑  Семье принадлежали имения и около 2500 душ мужского пола в различных губерниях, в том числе, село Архангельское Голицыно в Пензенской губернии, унаследованное Григорием Александровичем.
3. ↑  Портупей-прапорщиками называли подпрапорщиков, исполнявших обязанности офицеров. Звание подпрапорщика присваивалось после получения образования в одном из военно-учебных заведений.
4. ↑  Перечисляя известных ему адъютантов Дохтурова обер-квартирмейстер 6-го корпуса И. П. Липранди первым указывал Римского-Корсакого — // Липранди И. П. И. Н. Скобелев и В. А. Жуковский в 1812 году — / В. А. Жуковский в воспоминаниях современников — М.: Наука, Языки русской культуры, 1999. — 728 с. ISBN 5-7859-0061-0.
5. ↑  Петр Александрович Нащокин (1793—1864) — участник Отечественной войны, адъютант генерала Д. С. Дохтурова, был известен, как азартный картёжник, друг Ф. И. Толстого
6. ↑  Сергей Юрьевич Нелединский-Мелецкий (1796—1870 или 1871) — офицер, участник Отечественной войны 1812 и заграничных походов, капитан, адъютант Константина Павловича
7. ↑  1-й и 2-й батальоны лейб-гвардии Литовского полка вернулись в Россию, были расквартированы в Петербурге, а 12 октября 1817 года они были преобразованы в лейб-гвардии Московский полк.
8. ↑  А. Н. Маркграфский писал о характерном для того времени ослаблении воинской дисциплины. Конфликты между подчинёнными и начальством зачастую разрешались дуэлями, числом которых гордились наравне с боевыми наградами.
9. ↑  А. П. Тормасов занимал должность генерал-губернатора до своей кончины 13 ноября 1819 года
10. ↑  В. И. Пестель — младший брат руководителя Южного общества декабристов П. И. Пестеля.
11. ↑  Правом носить мундир при выходе в отставку награждались офицеры, имевшие ордена за военные отличия.
12. ↑  Резолюция императора, видимо, явилась поводом распространённой в воспоминаниях современников версии об увольнении Г. А. Римского-Корсакова именно из-за случившегося 13 января 1821 года появления перед начальством «не застегнутым на все крючки в воротнике своего мундира»[26].
13. ↑  Д. Н. Свербеев писал в своих записках, что Чаадаев «оставил службу почти поневоле».
14. ↑  Дом был снесён в 1967 году при строительстве здания газеты «Известия»
15. ↑  А. Я. Римский-Корсаков был похоронен в селе Дмитриевский Боровок Раненбургского уезда Рязанской губернии
16. ↑  Предпочитавшая городскую жизнь, но постоянно нуждавшаяся в средствах, Мария Ивановна в 1807 году даже продала наследственное гнездо семьи Наумовых имение Демьяново вблизи Клина.
17. ↑  Позднее семьи породнились. Брат Сергей в 1828 году женился на кузине Грибоедова — Софье Алексеевне Грибоедовой, а сестра Александра в 1832 году вышла замуж за дальнего родственника П. А. Вяземского декабриста А. Н. Вяземского.
18. ↑  Так характеризовал его П. А. Вяземский.
19. ↑  Приглашённые на коронационные торжества иностранные делегации размещались в домах московской знати. Дом Римской-Корсаковой и до того был известен в дипломатических кругах: в пасхальные дни 1825 года Мария Ивановна принимала в нём руководителя английской миссии на переговорах по разграничению владений России и Великобритании в Северной Америке — С. Каннинга.
20. ↑  А. С. Пушкин ещё 3 апреля 1823 года в письме П. А. Вяземскому из Кишинёва по чьей-то просьбе интересовался семьёй Марии Ивановны Корсаковой — «жива ли она, где она; если умерла, чего боже упаси, то где ее дочери, замужем ли и за кем, девствуют ли, или вдовствуют…»
21. ↑  В. Л. Пушкин в письме П. А. Вяземскому ещё 16 ноября 1818 года с фривольностью отметил, что на одном из балов «явились две новые красавицы, меньшие дочери Марьи Ивановны Корсаковой. Они ростом выше своей матери, и груди у них не хуже грудей вашей приезжей француженки».
22. ↑  8 декабря того же 1831 года А. С. Пушкин написал жене о предстоящей свадьбе Александры. Её жених, бывший декабрист князь А. Н. Вяземский после полугодового содержания под арестом был оставлен в армии, участвовал и отличился в русско-турецкой войне 1828—1829 гг.
23. ↑  Обе российские столицы обсуждали слухи о нападении Римских-Корсаковых, о похищении на Кавказе и выкупе дочери Александры.
24. ↑  Алина — домашнее имя Александры Римской-Корсаковой.
25. ↑  Пелам (англ. Pelham) — имя героя английского романа (англ. Edward Bulwer-Lytton. Pelham: or The Adventures of a Gentleman (1828)), общественно-психологический тип которого заинтересовал Пушкина.
26. ↑  Мария Ивановна была похоронена на кладбище Николо-Пешношского монастыря в Дмитровском уезде рядом с дочерью Варварой (в замужестве Ржевской) в родовой усыпальнице Ржевских.
27. ↑  Михаил Андреевич Габбе (1794—1834) — офицер лейб-гвардии Московского полка, масон, член ложи «Св. Иоанна», член Союза благоденствия.
28. ↑  М. М. Нарышкин руководил отделением Союза благоденствия в лейб-гвардии Московском полку.
29. ↑  Утром 14 декабря 1825 г. около 800 солдат лейб-гвардии Московского полка первыми среди восставших вышли на Сенатскую площадь. Один из возглавлявших их офицеров, Д. А. Щепин-Ростовский, при этом ранил саблей командира полка П. А. Фредерикса.
30. ↑  В ГАРФ хранится следственное дело «Справки о членах тайного общества, собранные по показанию полковника Бурцева» (фонд 48).
31. ↑  Определение «декабрист без декабря» впервые использовано С. Н. Дурылиным в статье о П. А. Вяземском, опубликованной под псевдонимом Н. Кутанов — // Декабристы и их время — М., 1932. — Т. 2. — С. 201—290. С тех пор широко используется в литературе.
32. ↑  Некоторые источники указывают на награждение орденом Святой Анны 4-й степени, но она была учреждена только в 1815 году.
33. ↑  От Яхонтова (ныне — Долгоруково Мокшанского района) до имения Г. А. Римского-Корсакова было всего 15 вёрст.